# Муладара
Муладара (санск. मूलाधार, превод „основа”) или коренска чакра је прва основна чакра према традицији хиндуистичког тантризма.
Симболично је приказана као црвени лотос са четири латице.
Сматра се да је положај ове чакре у телу корен репа.

## Опис
Каже се да је Муладара база из које излазе три главна психичка или нади канала: Ида, Пингала и Сушумна. Такође се верује да је Муладара суптилно пребивалиште хиндуистичког бога Ганапатија. У најдрагоценијој молитви за Ганапатија, Ганапати Атарваширса, помиње се да би "онај који обожава господа Ганапатија лако могао схватити концепт и остварити Брамана".

### Положај
Положај Муладара чакре у телу је у близини репне кости. Кшетрам илити површинска тачка активације се налази између међице и врха карличне кости. Због свог положаја и повезаности са чином излучивања, повезана је са анусом.

### Матрике
На свакој од четири латице је уписан по сугласник илити матрика деванагари писма које се изговарају као мантре. Гледано с лева на десно:
| Бр. | Матрика | Сугласник | Сугласник на санскритском | Опис                 | Реф.  |
| --- | ------- | --------- | ------------------------- | -------------------- | ----- |
| 1   | ванг    | ва        | व                         | полувокал            | [ 2 ] |
| 2   | шанг    | сха       | श                         | фрикативни сугласник | [ 2 ] |
| 3   | шанг    | ша        | ष                         | фрикативни сугласник | [ 2 ] |
| 4   | санг    | са        | स                         | фрикативни сугласник | [ 2 ] |

## Алтернативни називи
- У Тантри: Адара, Брама Падма, Буми чакра, Чатурдала, Чатупатра, Муладара, Мула чакра, Мула Падма.
- У Ведама (касне Упанишаде): Адара, Брама, Муладара, Мулаканда.
- У Пуранама: Адара, Муладара